# Isopterygium nitentivirens
Isopterygium nitentivirens är en bladmossart som beskrevs av Jules Cardot 1909. Isopterygium nitentivirens ingår i släktet Isopterygium och familjen Hypnaceae. Inga underarter finns listade i Catalogue of Life.